# Bring on the Night - Vivi la notte
Bring On the Night è un film documentario del 1985 diretto da Michael Apted, incentrato sul progetto di ispirazione jazz e sulla band guidata dal musicista britannico Sting durante le prime fasi della sua carriera da solista e il primo tour da solista. Alcune delle canzoni del film sono apparse nel suo album di debutto da solista The Dream of the Blue Turtles. Insolitamente per un documentario, Apted ha girato il film in 35 mm, concentrandosi principalmente sulle prove della band, sulle interazioni con i musicisti e sulle interviste con ogni musicista della band. Il film ha vinto il Grammy Award per "Best Music Video, Long Form" ai Grammy Awards del 1987.
Gran parte del film si svolge all'interno del castello francese di Courson fuori Parigi, dove la band si è incontrata, vissuta e provata per nove giorni. Verso la fine del film la band suona il suo primo concerto al Théâtre Mogador di Parigi. La scena finale mostra Sting che assiste sua moglie Trudie Styler mentre dà alla luce Jake, il loro quarto figlio.[1] Sting ha detto di "resistere" al suggerimento di Apted di filmare la nascita, ma poi "si è reso conto che c'è un tenue legame tra la nascita della band e il bambino, quindi si adattava".[2]
Il New York Times ha notato che Sting è apparso "in disparte" ed "elitario" all'inizio del film, ma si è sciolto con i suoi nuovi compagni di band neri attraverso una serie di prove. Il manager "invadente" di Sting, Miles Copeland III, è visto spesso nel film, lamentarsi dei cori e sfogare il suo dispiacere a Colleen Atwood, la costumista.[3]
Il film è uscito in DVD nel 2005.
Il film prende il nome dalla canzone dei Police "Bring On the Night" (1979).[1] Bring On the Night è anche il nome dell'album dal vivo di Sting del 1986 con musica registrata durante il tour del 1985 raccontato nel film.

## Trama
Storia della band d'ispirazione jazz guidata dal musicista britannico Sting durante le prime fasi della sua carriera come cantante solista. Alcune delle canzoni, le cui esibizioni dal vivo appaiono nel film, fanno parte dell'album di debutto di Sting da solista, The Dream of the Blue Turtles dello stesso anno. Durante il corso del film, vengono intervistati tutti i musicisti della band.

## Riconoscimenti
- Grammy Awards del 1987 come Miglior video musicale in forma lunga.

## Distribuzione
Il film è stato pubblicato in DVD nel 2005 e in Blu-ray Disc nel 2008.
Nel film si sente Apted mentre fa domande per un'intervista, ma non è visibile o accreditato. Visto sullo schermo:
Miles Copeland III - Il manager di Sting
Gil Friesen - presidente di A&M Records, produttore esecutivo
Vic Garbarini – organizzatore della band, A&R con A&M Records
Omar Hakim – batterista
Darryl Jones – bassista
Kenny Kirkland – tastierista
Branford Marsalis - sassofonista
Dolette McDonald - corista
Janice Pendarvis - corista
Lou Salvatore – equipaggio
Sting - bandleader, cantante, chitarrista
Trudie Styler - La moglie di Sting
Kim Turner - Il braccio destro di Sting, responsabile della logistica
Colleen Atwood – costumista
Max Vadukul – fotografo ritrattista
Jake Sumner - Il figlio neonato di Sting

Produzione
Michael Apted - regista
David Manson – produttore
Ferdinando Scarfiotti – scenografo
Ralf D. Bode - direttore della fotografia
Robert K. Lambert e Melvin Shapiro - editori